# Politica della Moldavia
La Moldavia elegge a livello nazionale un Capo di Stato, il Presidente, e un Parlamento monocamerale (Parlamentul), che conta 101 membri eletti ogni quattro anni con il sistema proporzionale. Il Presidente è eletto per un mandato di quattro anni dal parlamento . 
Le elezioni parlamentari del 2005 sono state monitorate da più di 800 osservatori internazionali, 150 giornalisti stranieri e più di 2000 esperti locali indipendenti. Tutte le istituzioni internazionali coinvolte nel monitoraggio, incluso il Parlamento europeo, hanno concluso che le elezioni si sono svolte in accordo con le regole internazionali.  Archiviato il 29 novembre 2009 in Internet Archive.

## Elezione del Presidente del maggio 2009
Le elezioni presidenziali indirette si sono tenute in Moldavia a seguito delle elezioni parlamentari, tenutesi nel mese di aprile 2009. Il Presidente in carica Vladimir Voronin non può essere rieletto, avendo già ricoperto due mandati; inoltre, egli è stato eletto Presidente del Parlamento della Moldavia all'inizio del mese di maggio. Il Partito dei Comunisti della Repubblica di Moldavia (PCRM), partito unico al governo, ha nominato Zinaida Greceanîi quale sua candidata. Dato che il PCRM deteneva solamente 60 su 101 seggi, ma ne erano necessari 61 (i tre quinti) per eleggere un Presidente, era necessario almeno un voto dissenziente dell'opposizione. Quest'ultima aveva però già annunciato che avrebbe boicottato le elezioni, obbligando pertanto a elezioni parlamentari anticipate, dato che la Costituzione moldava prevede che in caso il Parlamento non riesca per due volte consecutive ad eleggere un Presidente, esso debba essere sciolto e si debbano svolgere nuove elezioni.
Al primo turno, svoltosi il 20 maggio 2009, l'opposizione boicottò con successo la procedura elettorale; fu quindi istituito un secondo turno di votazione per il 28 maggio 2009. In quella data, però, si decise di posticipare l'elezione al 3 giugno 2009; il PCRM sostenne che la motivazione era la festività dell'Ascensione, che cadeva proprio in quel giorno, mentre l'opposizione criticò i tentativi del PCRM di allungare i tempi.
Il 2 giugno 2009, l'ex Presidente del Parlamento Marian Lupu (che era un possibile candidato alla carica di Primo ministro, nel gioco di poltrone tra Voronin, Greceanîi e Lupu stesso) abbandonò il PCRM per l'opposizione, affermando di essersi reso conto che il PCRM non era democratico e non poteva essere riformato dall'interno. Come atteso, il secondo turno delle elezioni presidenziali fu senza successo, e portò quindi alle elezioni anticipate svoltesi il 29 luglio 2009.
In entrambi i turni, i candidati erano stati nominati dal PCRM: Stanislav Groppa, un dottore, al primo turno, e Andrei Neguta, l'ambasciatore moldavo in Russia, al secondo turno.

## Elezione del Presidente del novembre 2009
Il primo turno delle elezioni presidenziali indirette si è tenuto in Moldavia il 10 novembre 2009, a seguito delle elezioni parlamentari tenutesi nel mese di luglio. L'elezione, che ha visto la presentazione di un solo candidato, Marian Lupu, non ha avuto esito, a causa del boicottaggio da parte del Partito dei Comunisti della Repubblica di Moldavia. Il secondo turno, che si deve tenere al massimo trenta giorni dopo il primo, si è tenuto il 7 dicembre 2009. Dato che anche questo secondo turno è stato senza esito positivo, cioè non si è raggiunta la maggioranza necessaria all'elezione del Presidente, nel 2010 si dovranno tenere nuove elezioni parlamentari anticipate.

### Sviluppi pre-elettorali
Un primo tentativo per l'elezione del presidente era fallito dopo le elezioni parlamentari dell'aprile 2009, obbligando pertanto allo svolgimento di elezioni parlamentari anticipate e quindi di una seconda elezione presidenziale. Se questo tentativo dovesse di nuovo fallire, la Costituzione impedisce una seconda elezione anticipata nello stesso anno, pertanto la successiva elezione avrebbe luogo nei primi mesi del 2010.
Il Partito dei Comunisti della Repubblica di Moldavia ha lasciato intendere che potrebbe sostenere un candidato indipendente alla presidenza.
L'8 agosto 2009, quattro partiti si sono uniti per creare l'Alleanza per l'Integrazione Europea, che spingerebbe il PCRM all'opposizione. Questa Alleanza necessita di eleggere un nuovo presidente, azione che sarà impossibile senza il sostegno di almeno 8 deputati del PCRM. L'Alleanza per l'Integrazione Europea ha una stretta maggioranza di 53 deputati sui 101 del Parlamento, mentre il PCRM ne conta 48. Per eleggere il nuovo Presidente della Moldavia sono necessari 61 voti (i tre quinti del Parlamento).
Se i comunisti dovessero decidere di bloccare l'elezione di un nuovo Presidente, l'attuale Presidente Vladimir Voronin non potrà rimanere in carica ad interim fino alle successive elezioni.Se non si demiterà nelle prossime settimane, rimanendo in carica potrà essere accusato di usurpazione del potere e quindi arrestato.
Il Parlamento si è riunito in prima seduta per eleggere il Presidente del Parlamento 28 agosto 2009. I comunisti hanno boicottato la sessione ed hanno messo in discussione la legittimità dell'elezione di Ghimpu il 1º settembre; la Corte Costituzionale ha tuttavia deciso l'8 settembre che l'elezione era valida. Voronin si è dimesso l'11 settembre 2009, per restare semplice deputato; Mihai Ghimpu, in quanto Presidente del Parlamento, è divenuto quindi Presidente ad interim fino all'elezione.

### Elezione
Il Parlamento della Moldavia avrebbe dovuto votare per eleggere il nuovo presidente dell'ex repubblica sovietica il 23 o il 26 ottobre, secondo quanto affermato da Marian Lupu il 5 ottobre. L'elezione prevista per il 23 ottobre fu poi rimandata, in quanto bisognava stabilire se era costituzionale o meno un'elezione con un solo candidato (Marian Lupu).
Il primo tentativo di elezione, avvenuto il 10 novembre, è fallito, dato che il PCRM ha boicottato l'elezione. Un altro turno si è tenuto il 7 dicembre e, secondo le attese, è fallito anch'esso. Secondo la legge, pertanto, si sarebbero dovute tenere nell'autunno 2010 nuove elezioni parlamentari.

## Elezione del Presidente del 2011-2012
Le elezioni presidenziali si sono tenute in Moldavia il 16 dicembre 2011 per eleggere il Presidente della Nazione da parte del Parlamento della Moldavia, in un'elezione indiretta. Dopo che le elezioni del 16 dicembre sono fallite, si è svolto un secondo turno il 15 gennaio 2012. Tuttavia, anche questo secondo voto è stato annullato in quanto incostituzionale, dato che non aveva avuto le caratteristiche di voto segreto. Un ulteriore turno di voto si è tenuto il 16 marzo 2012, ed è risultato eletto Nicolae Timofti, indipendente, dopo quasi tre anni di presidenza ad interim di Mihai Ghimpu, Vlad Filat e Marian Lupu.

### Situazione pre-voto
Alle elezioni parlamentari del 5 aprile 2009 il Partito dei Comunisti della Repubblica di Moldavia (PCRM) ottenne il 49,48% dei voti e 60 seggi, uno in meno di quelli necessari per eleggere un Presidente. Vladimir Voronin, fino ad allora Capo dello Stato, fu eletto Presidente del Parlamento, e mantenne anche la presidenza ad interim. Proteste e tafferugli fomentati dagli attivisti pro-rumeni portarono alle rivolte civili che seguirono nel mese di aprile 2009. Il PCRM non fu in grado di assicurarsi il voto mancante durante l'elezione del Presidente nel maggio 2009, in quanto nessun voto venne dai 41 deputati dei tre partiti di opposizione. Secondo i dettami della costituzione, si rese necessaria un'altra elezione parlamentare: le elezioni parlamentari in Moldavia del luglio 2009 fecero perdere ulteriori seggi al PCRM a favore dell'Alleanza per l'Integrazione Europea, la coalizione dei partiti di opposizione, che ottenne 53 seggi. Tuttavia, anche l'opposizione non riuscì ad ottenere seggi sufficienti ad eleggere un presidente, producendo quindi una situazione incerta. Voronin annunciò il 2 settembre che si sarebbe dimesso, affermando che la sua posizione di presidente ad interim era divenuta "ambigua e incerta". Si dimise l'11 settembre, inviando una lettera al segretariato parlamentare.
Con un voto di 52 deputati, la carica di Presidente della Repubblica di Moldavia fu dichiarato vacante, pertanto, in accordo con l'articolo 91 della Costituzione, che prevede che "la responsabilità della carica deve essere svolta ad interim dal Presidente del Parlamento o dal Primo ministro, in questo ordine di priorità", Mihai Ghimpu divenne Presidente ad interim della Moldavia.
La Corte Costituzionale della Moldavia confermò la legittimità della posizione di Ghimpu come Presidente ad interim, il che gli diede il diritto di nominare un Primo Ministro. Nello stesso giorno Ghimpu firmò il decreto che nominava Vlad Filat Primo Ministro.
Per decreto presidenziale fu istituita la Commissione per le riforme costituzionali in Moldavia il 1º dicembre per risolvere la crisi costituzionale. La carica di Presidente ad interim passò poi a Marian Lupu, che la detenne fino al 30 dicembre 2010.

### Calendarizzazione
Dopo un'interrogazione sottoposta da quattro deputati del PCRM, la Corte Costituzionale moldava stabilì l'8 febbraio 2011 che il Parlamento è l'unica istituzione che può decidere quando indire una nuova elezione presidenziale, a partire da due mesi dopo il termine del mandato del precedente presidente, come previsto dalla Costituzione.
Il 20 ottobre 2011 il Parlamento moldavo decise di indire un'elezione presidenziale per il 18 novembre 2011.

### Candidature
Il 4 novembre 2011 Igor Dodon annunciò che avrebbe lasciato il PCRM insieme ai deputati Zinaida Greceanîi e Veronica Abramciuc. Dodon affermò che loro tre avrebbero votato per un presidente indipendente da ogni partito, alleanza o altro corpo politico. La loro iniziativa fu dovuta al boicottaggio delle elezioni da parte del PCRM, e rese pertanto virtualmente possibile rompere il blocco raggiungendo un accordo con la coalizione di maggioranza a cui mancavano due voti per ottenere i numeri per eleggere un presidente.
Ciononostante, il 15 novembre il termine per la presentazione delle candidature arrivò senza alcun nome. Le leggi della Moldavia non prendono in considerazione l'ipotesi che non vi siano candidati alle presidenziali, pertanto le elezioni dovettero essere rimandate o cancellate. Secondo la legge, le elezioni presidenziali possono essere ripetute solamente una volta; se il secondo tentativo fallisce, devono essere indette nuove elezioni parlamentari.
A seguito dei due turni falliti, l'Alleanza per l'Integrazione Europea propose due candidati: Veronica Bacalu, l'ex Vice Governatore della Banca Nazionale della Moldavia, che lavora presso la Banca Mondiale ed è stata nominata dal Partito Liberal Democratico. Il secondo candidato era Ion Ababii, l'ex Ministro della Salute nominato dal Partito Democratico. Alla fine, prevalse il capo del Consiglio Supremo della Magistratura, il giudice Nicolae Timofti: egli affermò che avrebbe mantenuto "legami strategici" con gli Stati Uniti, la Russia e la Germania, e avrebbe cercato di giungere a un compromesso sulla disputa con la Transnistria. Timofti aggiunse che la "Moldavia deve divenire un ponte tra est e ovest, e da questo può solo guadagnare."

### Elezione
Dopo due fallimenti successivi nell'elezione, la nazione aveva da circa 900 giorni un Presidente ad interim. Per l'elezione del Presidente è necessario il parere positivo di almeno il 60% dei deputati.
Secondo l'Articolo 80 della Costituzione, "il Presidente della Moldavia entra in carica il giorno del giuramento e il suo mandato ha una durata di 4 anni".

### Primo tentativo

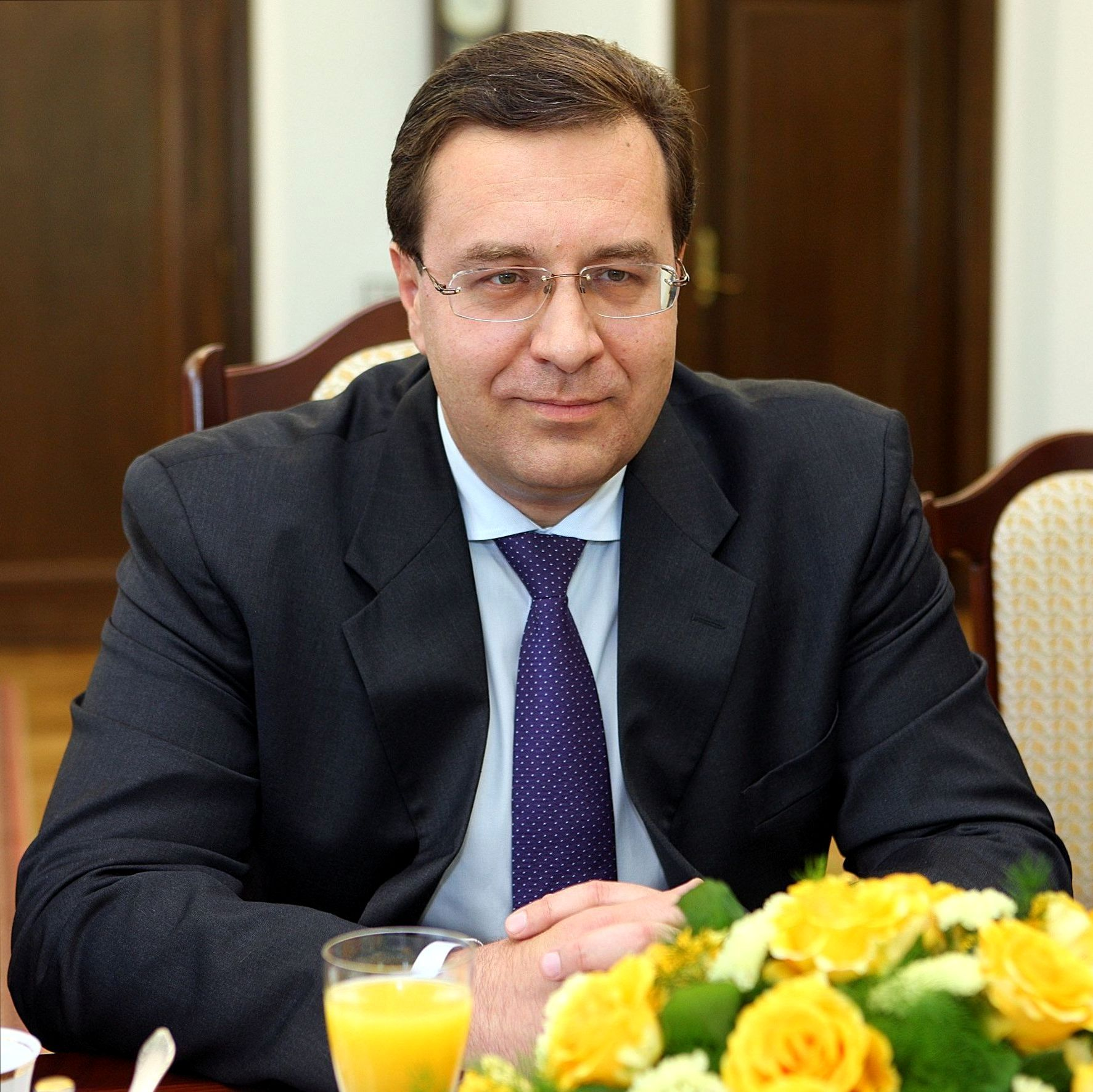
Marian Lupu

Il 16 dicembre si tenne il primo turno; il 2 dicembre era stata revisionata la legge elettorale in modo tale da permettere l'elezione solo in presenza di candidati, e solo se almeno 61 deputati siano presenti al voto. Se l'elezione non avesse portato alla designazione di un nuovo Presidente si sarebbero tenute nuove elezioni parlamentari (le terze dopo quelle del 2009 e del 2010).
I tre deputati del PCRM che avevano lasciato il partito parteciparono al voto, mentre gli altri comunisti che boicottarono di nuovo l'elezione; i tre votarono tuttavia contro Marian Lupu, che era l'unico candidato. Un altro tentativo fu fissato per il 15 gennaio 2012. Lupu annunciò comunque che non si sarebbe candidato, e affermò che i partiti al governo erano pronti a nominare un candidato di compromesso.

### Secondo tentativo
Nel dicembre 2011 John Onoje, originario della Sierra Leone, si candidò alla presidenza, e il 9 dicembre passò la visita medica necessaria. La campagna di Onoje fu così ben pubblicizzata che Victor Şelin, del Partito Socialista della Repubblica di Moldavia, propose di revocargli la cittadinanza moldava.
L'11 gennaio Oazu Nantoi disse alla stampa che si sarebbe candidato e che aveva discusso con Vlad Filat e gli altri leader dell'Alleanza: "La loro reazione è stata abbastanza positiva. Resto ottimista e spero di avere il sostegno dei deputati e andare avanti con la mia autocandidatura". Lo stesso giorno il PCRM propose l'ex Presidente della Banca Nazionale della Moldavia Leonid Tălmaci come candidato di compromesso. I due candidati si iscrissero per partecipare alla competizione elettorale.
Il 12 gennaio la Corte Costituzionale annullò il voto inconclusivo di dicembre perché alcuni deputati avevano violato la legge mostrando ciò che scrivevano sulle schede alle telecamere.

#### Seguito
Un nuovo referendum costituzionale fu annunciato per l'aprile 2012, con elezioni presidenziali da tenersi subito dopo. Il 15 gennaio, i leader di AIE fecero una dichiarazione comune, annunciando che il referendum costituzionale si sarebbe tenuto. Il Primo Ministro Vlad Filat disse che "si sarebbe svolto un referendum sulla modifica della costituzione, per dare alle persone la possibilità di correggere le deficienze costituzionali che avevano portato a una crisi politica infinita." Il Presidente ad interim Marian Lupu aggiunse che "il Presidente della Moldavia sarà eletto entro un mese dalla validazione dell'esito del referendum." Il leader liberale Mihai Ghimpu affermò poi che la modifica della costituzione è l'unica soluzione per la crisi politica. I leader di AIE ritirarono poi la loro proposta per il referendum durante un annuncio speciale su Moldova 1 il 10 febbraio; aggiunsero che la data per le nuove elezioni presidenziali sarebbe stata annunciata il 16 febbraio all'apertura della sessione parlamentare.

### Terzo tentativo
Il 13 marzo Nicolae Timofti e il deputato Mihai Godea, leader del Partito di Azione Democratica, conversarono sulle elezioni e sulla possibilità che Godea votasse per lui; due giorni dopo Godea annunciò il suo sostegno a Timofti. Al termine di un incontro con Timofti il 14 marzo, Igor Dodon non aveva ancora deciso se sostenerlo.
Dopo alcuni incontri tra l'Alleanza per l'Integrazione Europea e il Partito dei Socialisti della Repubblica di Moldavia, un ulteriore tentativo di elezioni fu fissato per il 16 marzo dopo che il parlamento aveva acconsentito alla data 9 giorni prima, nonostante il PCRM avesse boicottato il voto sull'idea che il Parlamento in carica fosse illegittimo, e quindi da sciogliere. Tre ribelli del PCRM, che si definirono "socialisti", guidati da Igor Dodon, lasciarono capire che avrebbero sostenuto Timofti: Dodon affermò che l'elezione di un presidente era meglio di una nuova campagna aggressiva per le elezioni parlamentari, che non avrebbero risolto la crisi politica. Suggerì che si sarebbe dovuta porre fine alla crisi e tornare al lavoro per il bene della nazione, secondo i metodi con cui un'opposizione dovrebbe agire per evitare di bloccare il paese con manifestazioni in piazza. Timofti affermò poi: "L'orientamento europeo della Moldavia deve essere una priorità. Questa è stata la politica moldava degli anni recenti, e questa politica deve continuare" e aggiunse che "Sono convinto che la Moldavia non ha futuro senza l'Europa." Il voto si svolse dal pomeriggio alla mattina e il PCRM minacciò di boicottare ancora una volta le urne. I sostenitori del PCRM protestarono contro le elezioni, ma l'ex Presidente Vladimir Voronin disse poi che il partito aveva chiesto la sospensione delle proteste.

#### Risultato finale
Timofti fu eletto con il supporto dell'AIE, di tre ex deputati del PCRM che avevano lasciato il partito per il PSRM e un indipendente. La sua elezione è stata validata dalla Corte Costituzionale, e il 23 marzo 2012 ha giurato ed è entrato in carica. Timofti ha ricevuto 62 voti su 101 votanti (pari al 61,4%).

### Reazioni
Interne
Al momento dell'elezione Timofti chiese la rimozione di tutte le truppe di pacificazione russe dalla Transnistria e disse di voler cercare una soluzione pacifica al conflitto transnistriano attraverso negoziati, con il modello 5+2 (Russia, Ucraina, l'Organizzazione per la sicurezza e la cooperazione in Europa, l'Unione europea e gli Stati Uniti). Chiese anche la riforma del diritto aggiungendo che nel suo ruolo di Presidente e di "garante della Costituzione", avrebbe "supervisionato al fatto che il principio della separazione dei poteri dello stato fosse osservato come principio democratico fondamentale senza cui non si potrebbe neanche parlare di predominio della legge. Ora si parla delle imperfezioni della costituzione e della necessità di emendaela...Fornirò tutto il sostegno per il miglioramento della costituzione, in modo tale che nel futuro non vi siano più blocchi e che la legge suprema assicuri un efficiente e armonioso sviluppo della nazione." Ricevette anche le congratulazioni del Parlamento .
L'AIE espresse anche il proprio rammarico per il boicottaggio del PCRM, con il Primo Ministro Vlad Filat che affermò che la coalizione aveva cercato di "stabilire un dialogo civile con i comunisti dell'opposizione, ma essi avevano rifiutato di contribuire agli sforzi del governo. "Vorrei aver avuto metà delle possibilità che l'opposizione ha ora, quando ero all'opposizione. Una volta che il Presidente viene eletto, le istituzioni politiche devono cooperare, dovremmo avere una società unita alle prossime elezioni parlamentari, senza le barricade che i comunisti hanno costruito ora." Tuttavia, il deputato del PCRM Sergiu Sarbu aggiunse che il boicottaggio sarebbe continuato, e che "dovrebbe accadere qualcosa di grave perché noi ritorniamo in Parlamento, come le dimissioni del Presidente o del governo". Aggiunse anche che la nuova legge che avrebbe sospeso i salari ai deputati assenti alle sedute parlamentari o nelle commissioni parlamentari senza ragione, non avrebbe sospeso il boicottaggio.
Internazionali
- – il Presidente della Commissione europea José Manuel Barroso si è congratulato con Timofti per conto della Commissione europea.[61][62] Il Presidente del Parlamento Europeo Martin Schulz si è congratulato con Timofti affermando che era "felice che il popolo moldavo avesse finalmente un presidente dopo due anni e mezzo di paralisi istituzionale."[63] L'inviato permanente del Parlamento europeo in Moldavia, Sir Graham Watson ha commentato: "Il Parlamento moldavo e il nuovo Presidente Nicolae Timofti meritano le nostre congratulazioni. Il blocco politico di tre anni si è infine risolto. Mi compiaccio dell'enfasi che il Presidente Timofti ha posto sull'integrazione europea."[64]
- – Il Segretario Generale del Consiglio d'Europa Thorbjørn Jagland si congratulò con Timofti.[65] Il Presidente dell'Assemblea Parlamentare del Consiglio d'Europa Jean-Claude Mignon rilasciò un comunicato, che affermava: "Sono convinto che tutti i partiti politici mostreranno responsabilità accettando la legittimità democratica delle istituzioni nazionali e quindi la legittimità di un presidente eletto in accordo con i requisiti costituzionali."[52][53]
- – Il Presidente della Georgia Mikheil Saak'ashvili ha affermato che le elezioni sono state "come una vittoria per la democrazia e i valori europei in Moldavia."[66]
- – Il Primo ministro dell'Ungheria Viktor Orbán si è congratulato con Timofti in una telefonata del 16 marzo.[65]
- – La Presidente della Lituania Dalia Grybauskaitė inviò un messaggio a Timofti che affermava: "Ti assicuro che la Lituania rimane pienamente vicina agli sforzi della tua nazione verso l'integrazione in Europa."[67]
- – Il Presidente della Romania Traian Băsescu si congratulò con Timofti con una telefonata il 16 marzo.[52] Il presidente si congratulò poi con la classe politica di Chișinău per aver raggiunto l'accordo; Băsescu assicurò anche a Timofti il suo pieno appoggio per le riforme della politica interna e per l'accesso alla UE[68] e invitò Timofti a visitare la Romania.[69]
- – I membri della camera bassa dell'Assemblea Federale della Russia, la Duma di Stato, hanno salutato l'elezione del presidente moldavo il 16 marzo. Il comitato presidente degli affari della Comunità degli Stati Indipendenti ha affermato che "la Moldavia ha posto fine oggi a una lunga crisi di governo. La Moldavia è l'unica repubblica al mondo che ha vissuto così a lungo senza un presidente."[70]
- – Il Presidente dell'Ucraina Viktor Janukovyč si è congratulato con Timofti durante un colloquio telefonico il 16 marzo ed ha invitato Timofti a visitare l'Ucraina.[71]
- – Il giornale nord-coreano Rodong Sinmun ha scritto il 30 marzo, "Kim Yong-nam, presidente del Presidio dell'Assemblea Popolare Suprema, ha inviato un messaggio di congratulazioni il 27 marzo a Nikolai Timofti per la sua elezione a Presidente della Repubblica Moldava. Nel messaggio, Kim ha augurato al Presidente il successo nel suo lavoro per la prosperità della nazione, esprimendo il desiderio che le relazioni bilaterali si sviluppino favorevolmente".